# März 1987
Portal Geschichte | Portal Biografien | Aktuelle Ereignisse | Jahreskalender | Tagesartikel

◄ |
19. Jahrhundert |
20. Jahrhundert
| 21. Jahrhundert

◄ |
1950er |
1960er |
1970er |
1980er
| 1990er | 2000er | 2010er | ►

◄ |
1983 |
1984 |
1985 |
1986 |
1987
| 1988 | 1989 | 1990 | 1991 | ►

◄ |
Dezember 1986 |
Januar 1987 |
Februar 1987 |
März 1987 |
April 1987 |
Mai 1987 |
Juni 1987 |
►
Dieser Artikel behandelt aktuelle Nachrichten und Ereignisse im März 1987.

## Tagesgeschehen

### Dienstag, 3. März 1987
- Berlin/Deutschland: Die Jury der 37. Internationalen Filmfestspiele Berlin zeichnet den Film Das Thema von Regisseur Gleb Panfilow als besten Beitrag des Festivals mit dem Goldenen Bären aus.[1]

### Mittwoch, 4. März 1987
- Mittel-, Nordeuropa: Eine Grenzwetterlage führt in der Bundesrepublik Deutschland, der Deutschen Demokratischen Republik und in weiteren Ländern Mitteleuropas zu lokalen Temperaturen von unter −20 °C. In Skandinavien sanken die Temperaturen in den vergangenen Tagen auf bis zu −40 °C. Aus milden Luftschichten fällt seit Tagen Regen, der in einer unteren kalten Luftschicht gefriert schließlich Schäden an der Infrastruktur durch Eisbruch verursacht.[2][3]

### Donnerstag, 5. März 1987
- München/Deutschland: Der Verleger Gerhard Frey initiiert die Gründung der Partei Deutsche Volksunion – Liste D, die bundesweit an Wahlen teilnehmen soll. Den Verein Deutsche Volksunion gründete er bereits 1971.[4]

### Freitag, 6. März 1987
- Napo/Ecuador: Bei zwei Erdbeben in circa 100 km Entfernung von der Hauptstadt Quito, mit einer Stärke von in der Spitze 7,0 MS, sterben mindestens 1.000 Menschen. Der Schwerpunkt der Verwüstungen liegt in der Provinz Napo.[5][6]
- Zeebrugge/Belgien: Beim Auslaufen aus dem Hafen von Zeebrugge läuft die Fähre MS Herald of Free Enterprise voll Wasser, weil eine Pforte am Bug nicht geschlossen ist. Das Schiff der britischen Reederei Townsend Thoresen mit Ziel Dover in Südostengland kentert. Für 193 Menschen an Bord kommt jede Hilfe zu spät.[7]

### Dienstag, 10. März 1987
- Vatikanstadt: Die Kongregation für die Glaubenslehre der Römisch-katholischen Kirche unter Vorsitz von Kardinal Joseph Ratzinger veröffentlicht eine „Donum Vitae“ überschriebene „Instruktion über die Achtung vor dem beginnenden menschlichen Leben und die Würde der Fortpflanzung“. Darin wird die Frage, ob künstliche Befruchtung moralisch erlaubt sei, verneint, denn ein Kind habe das Recht, „in der Ehe durch die Ehe“ empfangen zu werden. Gleichfalls stehe die Leihmutterschaft im Gegensatz zur „Würde der Fortpflanzung“.[8][9]

### Mittwoch, 11. März 1987
- Bonn/Deutschland: Die Mitglieder des Bundestags wählen Helmut Kohl (CDU) mit 253 von 497 möglichen Stimmen zum zweiten Mal in einer regulären Kanzlerwahl zum Bundeskanzler. Das Votum für Kohl liegt 16 Stimmen unter der Gesamtzahl an Mandatsträgern, die den Regierungsparteien CDU, CSU und FDP zugehören.[10]

### Donnerstag, 12. März 1987
- Luxemburg/Luxemburg: Der Europäische Gerichtshof folgt in einem Urteil über das so genannte „Deutsche Reinheitsgebot für Bier“ der Ansicht der Kommission der Europäischen Gemeinschaften, dass die Bundesrepublik Deutschland den Verkauf von im Ausland nach dort geltendem Recht hergestellten Bier nicht mit Verweis auf das Reinheitsgebot unterbinden darf. Eine solche Praxis verstoße gegen Artikel 169 des Vertrags zur Gründung der Europäischen Wirtschaftsgemeinschaft.[11]

### Sonntag, 22. März 1987
- Sarajevo/Jugoslawien: Nach den letzten Rennen des Alpinen Skiweltcups 1986/87 werden den Schweizer Abfahrtsläufern Pirmin Zurbriggen und Maria Walliser die Trophäen für den ersten Platz in der Gesamtwertung im Herren- beziehungsweise Frauen-Wettbewerb überreicht.[12][13]

### Montag, 23. März 1987

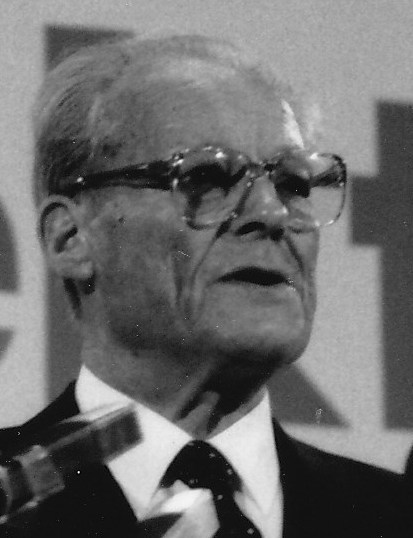
Willy Brandt

- Bonn/Deutschland: Der ehemalige Bundeskanzler Willy Brandt kündigt seinen Rücktritt vom Parteivorsitz der SPD nach rund 23 Jahren an und spricht angesichts der ablehnenden Haltung der Basis gegenüber der von ihm favorisierten Politikwissenschaftlerin Margarita Mathiopoulos als Parteisprecherin von einem „Aufstand“ des „Spießertums“.[14]
- New York/Vereinigte Staaten: Der Fernsehsender CBS startet die Ausstrahlung der TV-Seifenoper The Bold and the Beautiful (deutscher Titel: Reich und Schön).[15]

### Mittwoch, 25. März 1987
- Potsdam/Deutschland: Im Hotel Stadt Potsdam kommt es zum ersten Aufeinandertreffen von Offizieren der Bundeswehr der Bundesrepublik Deutschland und Offizieren der Nationalen Volksarmee der DDR seit Bestehen von zwei Armeen in zwei deutschen Staaten. Das Hotel ist Standort für ausländische Offiziere während eines Manövers des Militärbündnisses Warschauer Pakt, deren Beobachtermission allseits vertrauensbildend wirken soll.[16]

### Sonntag, 29. März 1987
- Atlantik: Über dem südlichen Atlantik tritt eine Sonnenfinsternis auf. Der Punkt auf der Erdoberfläche, der mit acht Sekunden am längsten vom Kernschatten des Mondes getroffen wird, befindet sich 500 km nordöstlich der Insel St. Helena.[17]

### Montag, 30. März 1987

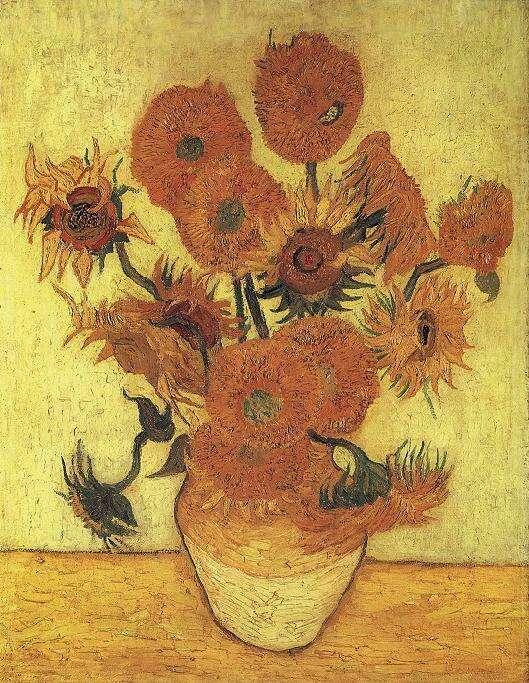
Van Gogh: Fünfzehn Sonnenblumen in einer Vase (1889)

- London/Vereinigtes Königreich: Auf einer Auktion von Christie’s wird das 1889 von Vincent van Gogh erschaffene Gemälde Fünfzehn Sonnenblumen in einer Vase für das Gebot von 39,9 Millionen US-Dollar an die Versicherungsgesellschaft Sompo Japan verkauft und ist nun das teuerste Gemälde der Welt.[18]

### Dienstag, 31. März 1987

Top Gun: Oscar für den besten Filmsong

- Los Angeles/Vereinigte Staaten: Bei den 59. Academy Awards der Filmbranche wird der Kriegsfilm Platoon von Regisseur Oliver Stone als bester Film prämiert. Den Preis für den besten Filmsong erhalten Giorgio Moroder und Tom Whitlock als Schöpfer von Take My Breath Away aus Top Gun – Sie fürchten weder Tod noch Teufel.[19]